# Falsotragiscus holdhausi
Falsotragiscus holdhausi – gatunek chrząszcza z rodziny kózkowatych i podrodziny zgrzypikowych. Jedyny przedstawiciel rodzaju Falsotragiscus.

## Zasięg występowania
Afryka Południowa, występuje w  Namibii.